# Raddiella malmeana
Raddiella malmeana là một loài thực vật có hoa trong họ Hòa thảo. Loài này được (Ekman) Swallen miêu tả khoa học đầu tiên năm 1948.